# Coleophora longipalpella
Coleophora longipalpella é uma espécie de mariposa do gênero Coleophora pertencente à família Coleophoridae.